# Patrik Gustavsson
Patrik Gustavsson (tiếng Thái: พาตริก กุสตาฟส์สัน, sinh ngày 19 tháng 4 năm 2001) là một cầu thủ bóng đá chuyên nghiệp hiện đang thi đấu ở vị trí tiền đạo cho câu lạc bộ Thai League 1 BG Pathum United. Sinh ra ở Thụy Điển, có bố là người Thụy Điển và mẹ là người Thái Lan, anh đại diện cho Thái Lan trên đấu trường quốc tế.

## Sự nghiệp quốc tế
Vào ngày 16 tháng 3 năm 2022, Patrik được triệu tập lên đội tuyển U-23 Thái Lan để chuẩn bị cho Cúp bóng đá U-23 Dubai 2022. Ngày 26 tháng 3 năm 2022, anh ra mắt quốc tế cho đội tuyển U-23 nước này trong trận thua 4-2 trước Trung Quốc. Anh ghi bàn thắng quốc tế đầu tiên vào ngày 6 tháng 5 năm 2022, trong trận gặp U-23 Malaysia tại Đại hội Thể thao Đông Nam Á 2021.

### Bàn thắng quốc tế
Tỷ số và kết quả được liệt kê đầu tiên là số bàn thắng của Thái Lan.
| No. | Ngày                 | Địa điểm                                            | Đối thủ     | Bàn thắng | Kết quả | Giải đấu                     |
| --- | -------------------- | --------------------------------------------------- | ----------- | --------- | ------- | ---------------------------- |
| 1.  | 10 tháng 9 năm 2024  | Sân vận động Quốc gia Mỹ Đình, Hà Nội, Việt Nam     | Việt Nam    | 2–1       | 2–1     | LPBank Cup 2024              |
| 2.  | 8 tháng 12 năm 2024  | Sân vận động Hàng Đẫy, Hà Nội, Việt Nam             | Đông Timor  | 2–0       | 10–0    | ASEAN Cup 2024               |
| 3.  | 14 tháng 12 năm 2024 | Sân vận động Rajamangala, Bangkok, Thái Lan         | Malaysia    | 1–0       | 1–0     | ASEAN Cup 2024               |
| 4.  | 17 tháng 12 năm 2024 | Sân vận động Quốc gia Singapore, Kallang, Singapore | Singapore   | 1–2       | 4–2     | ASEAN Cup 2024               |
| 5.  | 30 tháng 12 năm 2024 | Sân vận động Rajamangala, Bangkok, Thái Lan         | Philippines | 2–0       | 3–1     | ASEAN Cup 2024               |
| 6.  | 21 tháng 3 năm 2025  | Sân vận động Rajamangala, Bangkok, Thái Lan         | Afghanistan | 1–0       | 2–0     | Giao hữu                     |
| 7.  | 21 tháng 3 năm 2025  | Sân vận động Rajamangala, Bangkok, Thái Lan         | Afghanistan | 2–0       | 2–0     | Giao hữu                     |
| 8.  | 25 tháng 3 năm 2025  | Sân vận động Rajamangala, Bangkok, Thái Lan         | Sri Lanka   | 1–0       | 1–0     | Vòng loại AFC Asian Cup 2027 |

## Thành tích
U-23 Thái Lan
- Huy chương bạc Đại hội Thể thao Đông Nam Á: 2021